# Liste der Naturdenkmale in Müllheim im Markgräflerland
| Naturdenkmale | Anzahl |
| ------------- | ------ |
| FND           | 4      |
| END           | 120    |
| Gesamt        | 124    |

Die Liste der Naturdenkmale in Müllheim im Markgräflerland nennt die verordneten Naturdenkmale (ND) der im baden-württembergischen Landkreis Breisgau-Hochschwarzwald liegenden Stadt Müllheim im Markgräflerland. In Müllheim gibt es insgesamt 124 als Naturdenkmal geschützte Objekte, davon vier flächenhafte Naturdenkmale (FND) und 120 Einzelgebilde-Naturdenkmale (END).
Stand: 1. November 2016.

## Flächenhafte Naturdenkmale (FND)
| Name                     | Bild | Kennung     | Einzelheiten | Position | Fläche Hektar | Datum         |
| ------------------------ | ---- | ----------- | ------------ | -------- | ------------- | ------------- |
| Feuchtgebiet Brücklematt | BW   | 83150740002 | Müllheim     | ⊙        | 1,4           | 10. Feb. 2010 |
| Feuchtgebiet Brücklematt | BW   | 83150740003 | Müllheim     | ⊙        | 1,4           | 10. Feb. 2010 |
| Seggenried-Lochacker     | BW   | 83150740001 | Müllheim     | ⊙        | 2,3           | 10. Feb. 2010 |
| Seggenried-Lochacker     | BW   | 83150740006 | Müllheim     | ⊙        | 2,3           | 10. Mai 1983  |
| Legende für Naturdenkmal |      |             |              |          |               |               |

## Einzelgebilde (END)
| Name                                                                     | Bild | Kennung     | Einzelheiten | Position | Fläche Hektar | Datum         |
| ------------------------------------------------------------------------ | --- | ----------- | ------------ | -------- | ------------- | ------------- |
| Bergahorn – Acer pseudoplatanus                                          | | 83150741112 | Vögisheim    | ⊙        | 0,0           | 10. Feb. 2010 |
| Blutbuche – Fagus sylvatica „Atropurpurea“                               | BW | 83150741011 | Müllheim     | ⊙        | 0,0           | 10. Feb. 2010 |
| Blutbuche – Fagus sylvatica „Atropurpurea“                               | BW | 83150741016 | Müllheim     | ⊙        | 0,0           | 10. Feb. 2010 |
| Blutbuche – Fagus sylvatica „Atropurpurea“                               | BW | 83150741020 | Müllheim     | ⊙        | 0,0           | 10. Feb. 2010 |
| Blutbuche – Fagus sylvatica „Atropurpurea“                               | BW | 83150741025 | Müllheim     | ⊙        | 0,0           | 10. Feb. 2010 |
| Blutbuche – Fagus sylvatica „Atropurpurea“                               | BW | 83150741026 | Müllheim     | ⊙        | 0,0           | 10. Feb. 2010 |
| Blutbuche – Fagus sylvatica „Atropurpurea“                               | BW | 83150741030 | Müllheim     | ⊙        | 0,0           | 10. Feb. 2010 |
| Blutbuche – Fagus sylvatica „Atropurpurea“                               | BW | 83150741032 | Müllheim     | ⊙        | 0,0           | 10. Feb. 2010 |
| Blutbuche – Fagus sylvatica „Atropurpurea“                               | BW | 83150741035 | Müllheim     | ⊙        | 0,0           | 10. Feb. 2010 |
| Blutbuche – Fagus sylvatica „Atropurpurea“                               | BW | 83150741036 | Müllheim     | ⊙        | 0,0           | 10. Feb. 2010 |
| Blutbuche – Fagus sylvatica „Atropurpurea“                               | BW | 83150741099 | Müllheim     | ⊙        | 0,0           | 10. Feb. 2010 |
| Blutbuche in der Bismarckstraße                                          | BW | 83150741120 | Müllheim     | ⊙        | 0,0           | 10. Feb. 2010 |
| Edelkastanie – Castanea sativa                                           | BW | 83150741046 | Müllheim     | ⊙        | 0,0           | 10. Feb. 2010 |
| Eibe – Taxus baccata                                                     | BW | 83150741022 | Müllheim     | ⊙        | 0,0           | 10. Feb. 2010 |
| Eibe Taxus baccata                                                       | BW | 83150741033 | Müllheim     | ⊙        | 0,0           | 10. Feb. 2010 |
| Eibe – Taxus baccata                                                     | BW | 83150741055 | Müllheim     | ⊙        | 0,0           | 10. Feb. 2010 |
| Eibe – Taxus baccata                                                     | BW | 83150741111 | Müllheim     | ⊙        | 0,0           | 10. Feb. 2010 |
| Flügelnuss – Pterocarya fraxinifolia                                     | BW | 83150741070 | Müllheim     | ⊙        | 0,0           | 10. Feb. 2010 |
| Flügelnuss – Pterocarya fraxinifolia                                     | BW | 83150741071 | Müllheim     | ⊙        | 0,0           | 10. Feb. 2010 |
| Ginkgo-Baum – Ginkgo biloba                                              | | 83150741023 | Müllheim     | ⊙        | 0,0           | 10. Feb. 2010 |
| Ginkgo-Baum – Ginkgo biloba                                              | | 83150741053 | Müllheim     | ⊙        | 0,0           | 10. Feb. 2010 |
| Hainbuche – Carpinus betulus                                             | BW | 83150741078 | Müllheim     | ⊙        | 0,0           | 10. Feb. 2010 |
| Japanischer Schnurbaum – Sophora japonica                                | | 83150741040 | Müllheim     | ⊙        | 0,0           | 10. Feb. 2010 |
| Japanischer Schnurbaum – Sophora japonica                                | | 83150741041 | Müllheim     | ⊙        | 0,0           | 10. Feb. 2010 |
| Linde bei Gärtnerei                                                      | BW | 83150741118 | Müllheim     | ⊙        | 0,0           | 10. Feb. 2010 |
| Magnolie – Magnolia soulangiana                                          | | 83150741008 | Müllheim     | ⊙        | 0,0           | 10. Feb. 2010 |
| Magnolie – Magnolia soulangiana                                          | | 83150741009 | Müllheim     | ⊙        | 0,0           | 10. Feb. 2010 |
| Magnolie – Magnolia soulangiana                                          | | 83150741010 | Müllheim     | ⊙        | 0,0           | 10. Feb. 2010 |
| Magnolie – Magnolia soulangiana                                          | | 83150741018 | Müllheim     | ⊙        | 0,0           | 10. Feb. 2010 |
| Magnolie – Magnolia soulangiana                                          | | 83150741019 | Müllheim     | ⊙        | 0,0           | 10. Feb. 2010 |
| Mammutbaum – Sequoiadendron giganteum                                    | | 83150741056 | Müllheim     | ⊙        | 0,0           | 10. Feb. 2010 |
| Mammutbaum – Sequoiadendron giganteum                                    | | 83150741064 | Müllheim     | ⊙        | 0,0           | 10. Feb. 2010 |
| Maulbeerbaum – Morus alba und/oder nigra, 7 Bäume - nicht mehr vorhanden | [[Vorlage:Bilderwunsch/code!/C:47.840645,7.6060216666667!/D:Maulbeerbaum – Morus alba und/oder nigra, 7 Bäume - nicht mehr vorhanden !/\|BW]] | 83150741095 | Müllheim     | ⊙        | 0,0           | 10. Feb. 2010 |
| Platane – Platanus acerifolia, 43 Bäume                                  | | 83150741072 | Müllheim     | ⊙        | 0,0           | 10. Feb. 2010 |
| Rosskastanie – Aesculus hippocastanum                                    | | 83150741037 | Müllheim     | ⊙        | 0,0           | 10. Feb. 2010 |
| Rosskastanie – Aesculus hippocastanum                                    | | 83150741038 | Müllheim     | ⊙        | 0,0           | 10. Feb. 2010 |
| Rosskastanie – Aesculus hippocastanum                                    | BW | 83150741039 | Müllheim     | ⊙        | 0,0           | 10. Feb. 2010 |
| Rosskastanie – Aesculus hippocastanum                                    | BW | 83150741052 | Müllheim     | ⊙        | 0,0           | 10. Feb. 2010 |
| Rosskastanie – Aesculus hippocastanum                                    | BW | 83150741057 | Müllheim     | ⊙        | 0,0           | 10. Feb. 2010 |
| Rosskastanie – Aesculus hippocastanum                                    | BW | 83150741059 | Müllheim     | ⊙        | 0,0           | 10. Feb. 2010 |
| Rosskastanie – Aesculus hippocastanum                                    | BW | 83150741060 | Müllheim     | ⊙        | 0,0           | 10. Feb. 2010 |
| Rosskastanie – Aesculus hippocastanum                                    | BW | 83150741065 | Müllheim     | ⊙        | 0,0           | 10. Feb. 2010 |
| Rosskastanie – Aesculus hippocastanum                                    | BW | 83150741066 | Müllheim     | ⊙        | 0,0           | 10. Feb. 2010 |
| Rosskastanie – Aesculus hippocastanum                                    | BW | 83150741091 | Müllheim     | ⊙        | 0,0           | 10. Feb. 2010 |
| Rosskastanie – Aesculus hippocastanum                                    | BW | 83150741092 | Müllheim     | ⊙        | 0,0           | 10. Feb. 2010 |
| Rosskastanie – Aesculus hippocastanum                                    | BW | 83150741093 | Müllheim     | ⊙        | 0,0           | 10. Feb. 2010 |
| Rosskastanie – Aesculus hippocastanum                                    | BW | 83150741094 | Müllheim     | ⊙        | 0,0           | 10. Feb. 2010 |
| Rotbuche – Fagus sylvatica                                               | BW | 83150741034 | Müllheim     | ⊙        | 0,0           | 10. Feb. 2010 |
| Säulenpappel – Populus nigra „Italica“                                   | BW | 83150741079 | Müllheim     | ⊙        | 0,0           | 10. Feb. 2010 |
| Schwarzkiefer - Pinus nigra                                              | BW | 83150741002 | Müllheim     | ⊙        | 0,0           | 10. Feb. 2010 |
| Schwarzkiefer – Pinus nigra                                              | BW | 83150741003 | Müllheim     | ⊙        | 0,0           | 10. Feb. 2010 |
| Schwarzkiefer – Pinus nigra                                              | BW | 83150741004 | Müllheim     | ⊙        | 0,0           | 10. Feb. 2010 |
| Schwarzkiefer – Pinus nigra                                              | BW | 83150741005 | Müllheim     | ⊙        | 0,0           | 10. Feb. 2010 |
| Schwarzkiefer – Pinus nigra                                              | BW | 83150741006 | Müllheim     | ⊙        | 0,0           | 10. Feb. 2010 |
| Schwarzkiefer – Pinus nigra                                              | BW | 83150741021 | Müllheim     | ⊙        | 0,0           | 10. Feb. 2010 |
| Schwarzkiefer – Pinus nigra                                              | BW | 83150741027 | Müllheim     | ⊙        | 0,0           | 10. Feb. 2010 |
| Schwarzkiefer – Pinus nigra                                              | BW | 83150741110 | Müllheim     | ⊙        | 0,0           | 10. Feb. 2010 |
| Silberlinde – Tilia tomentosa                                            | BW | 83150741062 | Müllheim     | ⊙        | 0,0           | 10. Feb. 2010 |
| Silberlinde – Tilia tomentosa                                            | BW | 83150741063 | Müllheim     | ⊙        | 0,0           | 10. Feb. 2010 |
| Sommerlinde – Tilia platyphyllos, 7 Bäume                                | BW | 83150741088 | Müllheim     | ⊙        | 0,0           | 10. Feb. 2010 |
| Sommerlinde – Tilia platyphyllos                                         | BW | 83150741012 | Müllheim     | ⊙        | 0,0           | 10. Feb. 2010 |
| Sommerlinde – Tilia platyphyllos                                         | BW | 83150741013 | Müllheim     | ⊙        | 0,0           | 10. Feb. 2010 |
| Sommerlinde – Tilia platyphyllos                                         | BW | 83150741014 | Müllheim     | ⊙        | 0,0           | 10. Feb. 2010 |
| Sommerlinde - Tilia platyphyllos                                         | BW | 83150741015 | Müllheim     | ⊙        | 0,0           | 10. Feb. 2010 |
| Sommerlinde – Tilia platyphyllos                                         | BW | 83150741024 | Müllheim     | ⊙        | 0,0           | 10. Feb. 2010 |
| Sommerlinde – Tilia platyphyllos                                         | BW | 83150741048 | Müllheim     | ⊙        | 0,0           | 10. Feb. 2010 |
| Sommerlinde – Tilia platyphyllos                                         | BW | 83150741054 | Müllheim     | ⊙        | 0,0           | 10. Feb. 2010 |
| Sommerlinde – Tilia platyphyllos                                         | BW | 83150741058 | Müllheim     | ⊙        | 0,0           | 10. Feb. 2010 |
| Sommerlinde – Tilia platyphyllos                                         | BW | 83150741067 | Müllheim     | ⊙        | 0,0           | 10. Feb. 2010 |
| Sommerlinde – Tilia platyphyllos                                         | BW | 83150741074 | Müllheim     | ⊙        | 0,0           | 10. Feb. 2010 |
| Sommerlinde – Tilia platyphyllos                                         | BW | 83150741075 | Müllheim     | ⊙        | 0,0           | 10. Feb. 2010 |
| Sommerlinde – Tilia platyphyllos                                         | BW | 83150741084 | Müllheim     | ⊙        | 0,0           | 10. Feb. 2010 |
| Sommerlinde – Tilia platyphyllos                                         | BW | 83150741096 | Müllheim     | ⊙        | 0,0           | 10. Feb. 2010 |
| Sommerlinde – Tilia platyphyllos                                         | BW | 83150741098 | Müllheim     | ⊙        | 0,0           | 10. Feb. 2010 |
| Sommerlinde – Tilia platyphyllos                                         | BW | 83150741100 | Müllheim     | ⊙        | 0,0           | 10. Feb. 2010 |
| Sommerlinde – Tilia platyphyllos                                         | BW | 83150741101 | Müllheim     | ⊙        | 0,0           | 10. Feb. 2010 |
| Sommerlinde – Tilia platyphyllos                                         | BW | 83150741103 | Müllheim     | ⊙        | 0,0           | 10. Feb. 2010 |
| Sommerlinde – Tilia platyphyllos                                         | BW | 83150741106 | Müllheim     | ⊙        | 0,0           | 10. Feb. 2010 |
| Spanische Tanne – Abies pinsapo                                          | BW | 83150741017 | Müllheim     | ⊙        | 0,0           | 10. Feb. 2010 |
| Speierling – Sorbus domestica                                            | BW | 83150741073 | Müllheim     | ⊙        | 0,0           | 10. Feb. 2010 |
| Speierling – Sorbus domestica                                            | BW | 83150741082 | Müllheim     | ⊙        | 0,0           | 10. Feb. 2010 |
| Speierling – Sorbus domestica                                            | BW | 83150741083 | Müllheim     | ⊙        | 0,0           | 10. Feb. 2010 |
| Speierling – Sorbus domestica                                            | BW | 83150741104 | Müllheim     | ⊙        | 0,0           | 10. Feb. 2010 |
| Speierling – Sorbus domestica                                            | BW | 83150741105 | Müllheim     | ⊙        | 0,0           | 10. Feb. 2010 |
| Stieleiche – Quercus robur                                               | BW | 83150741001 | Müllheim     | ⊙        | 0,0           | 10. Feb. 2010 |
| Stieleiche - Quercus robur                                               | BW | 83150741042 | Müllheim     | ⊙        | 0,0           | 10. Feb. 2010 |
| Stieleiche – Quercus robur                                               | BW | 83150741109 | Müllheim     | ⊙        | 0,0           | 10. Feb. 2010 |
| Traubeneiche – Quercus petraea                                           | BW | 83150741085 | Müllheim     | ⊙        | 0,0           | 10. Feb. 2010 |
| Traubeneiche – Quercus petraea                                           | BW | 83150741086 | Müllheim     | ⊙        | 0,0           | 10. Feb. 2010 |
| Traubeneiche – Quercus petraea                                           | BW | 83150741087 | Müllheim     | ⊙        | 0,0           | 10. Feb. 2010 |
| Traubeneiche – Quercus petraea                                           | BW | 83150741102 | Müllheim     | ⊙        | 0,0           | 10. Feb. 2010 |
| Trauerbuche – Fagus sylvatica „Pendula“                                  | BW | 83150741007 | Müllheim     | ⊙        | 0,0           | 10. Feb. 2010 |
| Tulpenbaum – Liriodendron tulipifera                                     | BW | 83150741047 | Müllheim     | ⊙        | 0,0           | 10. Feb. 2010 |
| Tulpenbaum – Liriodendron tulipifera                                     | BW | 83150741069 | Müllheim     | ⊙        | 0,0           | 10. Feb. 2010 |
| Urweltmammutbaum – Metasequioa glyptostroboides                          | BW | 83150741043 | Müllheim     | ⊙        | 0,0           | 10. Feb. 2010 |
| Urweltmammutbaum – Metasequioa glyptostroboides                          | BW | 83150741044 | Müllheim     | ⊙        | 0,0           | 10. Feb. 2010 |
| Urweltmammutbaum – Metasequioa glyptostroboides                          | BW | 83150741045 | Müllheim     | ⊙        | 0,0           | 10. Feb. 2010 |
| Walnussbaum – Juglans regia                                              | BW | 83150741049 | Müllheim     | ⊙        | 0,0           | 10. Feb. 2010 |
| Walnussbaum – Juglans regia                                              | BW | 83150741050 | Müllheim     | ⊙        | 0,0           | 10. Feb. 2010 |
| Walnussbaum – Juglans regia                                              | BW | 83150741051 | Müllheim     | ⊙        | 0,0           | 10. Feb. 2010 |
| Walnussbaum – Juglans regia                                              | BW | 83150741081 | Müllheim     | ⊙        | 0,0           | 10. Feb. 2010 |
| Walnussbaum – Juglans regia                                              | BW | 83150741090 | Müllheim     | ⊙        | 0,0           | 10. Feb. 2010 |
| Walnussbaum – Juglans regia                                              | BW | 83150741107 | Müllheim     | ⊙        | 0,0           | 10. Feb. 2010 |
| Walnussbaum – Juglans regia                                              | BW | 83150741108 | Müllheim     | ⊙        | 0,0           | 10. Feb. 2010 |
| Wildbirnbaum – Pyrus communis                                            | BW | 83150741031 | Müllheim     | ⊙        | 0,0           | 10. Feb. 2010 |
| Winterlinde – Tilia cordata                                              | BW | 83150741028 | Müllheim     | ⊙        | 0,0           | 10. Feb. 2010 |
| Winterlinde – Tilia cordata                                              | BW | 83150741029 | Müllheim     | ⊙        | 0,0           | 10. Feb. 2010 |
| Winterlinde – Tilia cordata                                              | BW | 83150741061 | Müllheim     | ⊙        | 0,0           | 10. Feb. 2010 |
| Winterlinde – Tilia cordata                                              | BW | 83150741068 | Müllheim     | ⊙        | 0,0           | 10. Feb. 2010 |
| Winterlinde – Tilia cordata                                              | BW | 83150741076 | Müllheim     | ⊙        | 0,0           | 10. Feb. 2010 |
| Winterlinde – Tilia cordata                                              | BW | 83150741077 | Müllheim     | ⊙        | 0,0           | 10. Feb. 2010 |
| Winterlinde – Tilia cordata                                              | BW | 83150741080 | Müllheim     | ⊙        | 0,0           | 10. Feb. 2010 |
| Winterlinde – Tilia cordata                                              | BW | 83150741089 | Müllheim     | ⊙        | 0,0           | 10. Feb. 2010 |
| Winterlinde – Tilia cordata                                              | BW | 83150741097 | Müllheim     | ⊙        | 0,0           | 10. Feb. 2010 |
| Winterlinde – Tilia cordata                                              | BW | 83150741114 | Müllheim     | ⊙        | 0,0           | 10. Feb. 2010 |
| 1 Ginkgo Hauptstraße                                                     | BW | 83150741116 | Müllheim     | ⊙        | 0,0           | 10. Feb. 2010 |
| 1 Speierling am Ortsrand Niederweiler                                    | BW | 83150741119 | Müllheim     | ⊙        | 0,0           | 10. Feb. 2010 |
| 1 Traubeneiche Wasengasse                                                | BW | 83150741115 | Müllheim     | ⊙        | 0,0           | 10. Feb. 2010 |
| 1 Winterlinde in der Hebelstraße                                         | BW | 83150741117 | Müllheim     | ⊙        | 0,0           | 10. Feb. 2010 |
| Legende für Naturdenkmal                                                 | |             |              |          |               |               |